# Гагма Добіро
Гагма Добіро (груз. გაღმა დობირო) — село в Грузії.
За даними перепису населення 2014 року в селі проживає 27 осіб.